# Iron Dragon
Iron Dragon in Cedar Point (Sandusky, Ohio, USA) ist eine Stahlachterbahn vom Modell Suspended Coaster des Herstellers Arrow Dynamics, die am 11. Juni 1987 eröffnet wurde. Das Besondere an einem Suspended Coaster ist, dass die Wagen frei schwingbar unter der Schiene aufgehängt sind, wodurch die Wagen in den Kurven von einer Seite zur anderen schwingen können.
Bevor Iron Dragon eröffnet wurde, befanden sich auf dem Wasser um die Insel die Western Cruise Boats. Die Station von Iron Dragon befindet sich heute an genau der Stelle, wo sich damals auch die Station der Bootsfahrt befand. Die Karussell-Fahrt Monster befand sich unter der heutigen Transferschiene von Iron Dragon. Monster wurde am Labor Day 1986 geschlossen, damit die Bauarbeiten für Iron Dragon beginnen können. Die Planungen für Iron Dragon begannen 1985.
Die ursprüngliche Farbzusammenstellung von Iron Dragon bestand aus roter Schiene und grauen Stützen, genau so wie Ninja in Six Flags Magic Mountain, die ebenfalls ein Suspended Coaster ist. 2004 wurden die Stützen in gelb umlackiert und die Schienen wurden in derselben ursprünglichen Farbe neu lackiert, um dem Top Thrill Dragster farblich angepasst zu werden.
In der frühen und mittleren 1990er Jahren wurde ein Spiel mit fernsteuerbaren Booten auf dem See unter der letzten Helix von Iron Dragon installiert, das allerdings 1997 wieder entfernt wurde.

## Züge
Iron Dragon besitzt drei Züge mit jeweils sieben Wagen. In jedem Wagen können vier Personen (zwei Reihen à zwei Personen) Platz nehmen. Die Fahrgäste müssen mindestens 1,17 m groß sein, um mitfahren zu dürfen. Als Rückhaltesystem kommen Schulterbügel zum Einsatz.